# Holcichneumon semialbidus
Holcichneumon semialbidus là một loài tò vò trong họ Ichneumonidae.